# Карл Густав Карус
Карл Густав Карус (нім. Carl Gustav Carus; 3 січня 1789, Лейпциг — 27 липня 1869, Дрезден) — німецький лікар (гінеколог, анатом, патолог, психолог), художник та вчений, великий теоретик романтизму у мистецтві.

## Життя та творчість
Середню освіту здобув у лейпцизькій школі Святого Фоми. Отримавши перші уроки живопису, Карус вступає до Лейпцизького університету (1804—1810), де вивчає природничі науки, філософію і медицину; закінчує університет по класу медицини в 1811.
Під час навчання відвідує також курси малювання. До 1814 року працює асистентом лікаря Йорґа при пологовій станції Трірського товариства у Лейпцигу, згодом здобуває звання професора на кафедрі акушерства у Дрездені. Іменем Карла Густава Каруса названа університетська клініка Дрезденського технічного університету.
В 1815 році в Дрездені Карус знайомиться з Каспаром Давидом Фрідріхом, що мав величезний вплив на художню творчість Каруса. Дружба митців тривала довгі роки. Карус багато подорожує: особливо плідними у творчому плані були поїздки художника до Італії і Англії.
В 1815—1824 роках пише свої «Дев'ять листів про пейзажний живопис», одну з основних теоретичних робіт, що заклали основи німецької романтичної школи живопису. Карус товаришував також з Гете і написав книгу-біографію поета, що вийшла друком в 1863 році.

## Вибрані полотна

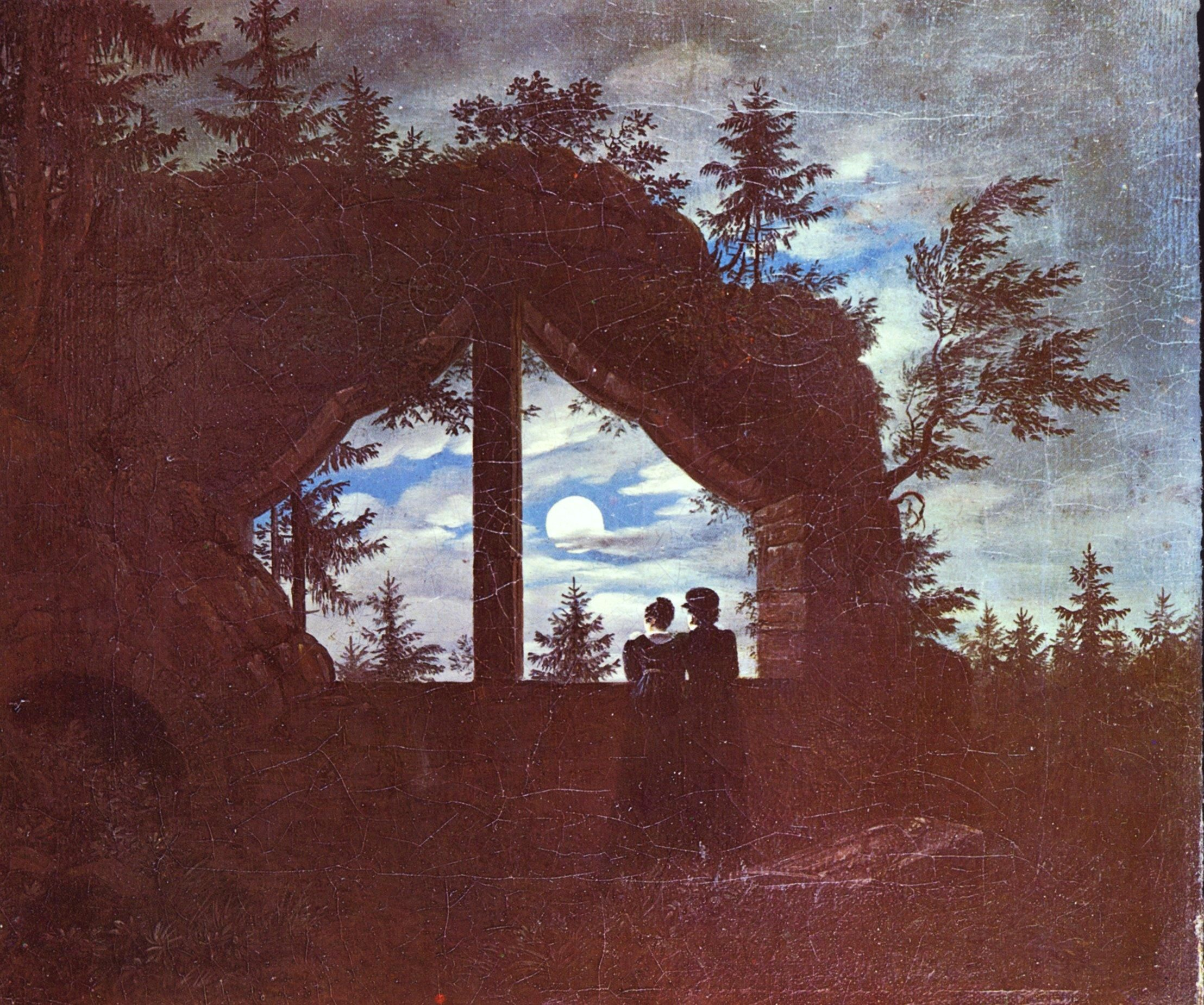
Вікно на Ойбін при місячному світлі, 1828, Швайнфурт, колекція Георга Шефера

Mnemosyne (1848)

- «Місячна ніч біля Рюгена» (1819). Дрезден, галерея нових майстрів
- «Пам'ятник Гете» (1832). Гамбурзька картинна галерея
- «Прогулянка на човні по Ельбі» (1827). Дюссельдорф, Музей Кунстпаласт
- «Храм Юнони в Агригенті». Дортмунд, Музей історії мистецтва і культури
- «Жінка на балконі» (1824). Дрезден, Державна картинна галерея

## Праці

#### Зоологія, ентомологія, порівняльна анатомія, еволюція
- Підручник зоотомії (1818,1834).
- Пояснювальні панелі з порівняльної анатомії (1826—1855).
- Про зовнішні умови життя білокровних і холоднокровних тварин (1824).
- Про кровообіг комах (1827).
- Основи порівняльної анатомії і фізіології (1828).
- Підручник фізіології для природознавців і лікарів (1838).
- Дванадцять листів про земне життя (1841).
- Природа та ідея або те, що постає і його закон (1861).

#### Медичні книги
- Підручник гінекології (1820, 1838).
- Начерки нової краніоскопії (1841).
- Система фізіології (1847—1849).
- Досвід, отриманий в результаті медичних досліджень і лікарської роботи (1859).
- Новий атлас краніоскопіі (1864).

#### Психологія, метафізика, раса, фізіогноміка
- Лекції по психології (1831).
- Психея; з історії розвитку душі (1846, 1851).
- Про причини і значення різних форм рук у різних людей (1846).
- Статура. До історії тілесного життя (1851).
- Меморандум до 100-річчя від дня народження Гете. Про неоднакові здібності різної символіки людської фігури (1852, 1858).
- Про життєвий магнетизм і про магічні ефекти в цілому (1857).
- Про типові зображення людських голів (1863).
- Гете, значення якого для нашого і майбутнього часу (1863).
- Спогади — 4 томи (1865—1866).
- Порівняльна психологія або історія душі в порядку тваринного світу (1866).

#### Образотворче мистецтво
- Дев'ять букв про пейзажний живопис. До цього — вступний лист Гете (1819—1831).
- Мистецтво жити по написах Храму в Дельфах (1863).
- Роздуми і думки перед обраними картинами з Дрезденської галереї (1867).

#### Подорожі
Сицилія і Неаполь (1856)